# Queen L.
Queen L., född 21 maj 1986 i Stockholm i Stockholms län, död 5 december 2013 i Svenljunga i Västra Götalands län, var en svensk varmblodig travhäst. Hon tränades och kördes av Stig H. Johansson.
Queen L. tävlade åren 1989–1995 och sprang in 17,5 miljoner kronor på 82 starter varav 46 segrar. Bland hennes främsta meriter räknas segrarna i Stochampionatet (1990), Svenskt Travderby (1990), Svenskt Mästerskap (1991, 1993, 1994), Graf Kalman Hunyady Memorial (1993), Prix d'Amérique (1993), Åby Stora Pris (1993), Jubileumspokalen (1993), Olympiatravet (1993, 1994), Prix de Belgique (1993, 1994) och Prix de France (1995).
När hon vann 1993 års upplaga av Prix d'Amérique gjorde hon detta som den första svenskfödda hästen någonsin. Hon var den 26:e svenskfödda hästen att delta i loppet. Hon kännetecknades av en oerhörd styrka och starkt löphuvud. Hon anses vara ett av travhistoriens bästa tävlingsston. Hon valdes in i Travsportens Hall of Fame 2014.
Queen L. ägdes av sin uppfödare, den före detta guldhandlaren och affärsmannen Tore Larsson. Larsson avled 1995, och samma år slutade hon att tävla. Hon gjorde sin sista start den 19 februari 1995 då hon kom på andraplats i Prix de Paris på Vincennesbanan i Paris. Hon dog den 5 december 2013 och är begraven i sin hage vid stuteriet Broline i Svenljunga, där hon stod uppstallad från 2001. Under sin tid där brukade hennes tidigare tränare och kusk Stig H. Johansson besöka henne varje sommar.